# Grantiidae
Famille
Les Grantiidae sont une famille d'animaux de l'embranchement des éponges (les éponges sont des animaux sans organes ou appareils bien définis).

## Liste des genres
Selon World Register of Marine Species (5 février 2017) :
- genre Amphiute Hanitsch, 1894
- genre Aphroceras Gray, 1858
- genre Grantia Fleming, 1828
- genre Leucandra Haeckel, 1872
- genre Leucandrilla Borojevic, Boury-Esnault & Vacelet, 2000
- genre Leucettaga Haeckel, 1872
- genre Paragrantia Hôzawa, 1940
- genre Sycandra Haeckel, 1872
- genre Sycodorus Haeckel, 1872
- genre Sycute Dendy & Row, 1913
- genre Synute Dendy, 1892
- genre Teichonopsis Dendy & Row, 1913
- genre Ute Schmidt, 1862